# Каменный Брод (Тамбовская область)
Каменный Брод — село в Сосновском районе Тамбовской области России. Входит в состав Дегтянского сельсовета.

## География
Каменный Брод расположено в пределах Окско-Донской равнины, в южной части  района, на берегу реки Челновая.
Климат
Каменный Брод находится, как и весь район, в умеренном климатическом поясе, и входит в состав континентальной климатической области Восточно-Европейской Равнины. В среднем в год выпадает от 350 до 450 мм осадков. Весной, летом и осенью преобладают западные и южные ветра, зимой — северные и северо-восточные. Средняя скорость ветра 4-5 м/с.

## История
Деревня приписывалась к стану Слободскому Челнавского острожка, потом стала самостоятельной деревней.
В 1960 году, в феврале, 3 колхоза: им.Ленина, «Победа», «Дружба», вошли в совхоз «Дегтянский».
Согласно Закону Тамбовской области от 17 сентября 2004 года № 232-З  село включено в состав образованного муниципального  образования Дегтянский сельсовет.

## Население
| 2010 |
| ---- |
| 208  |

## Известные жители
Краснослободцев, Василий Андреевич, Герой Социалистического Труда

## Инфраструктура
Личное подсобное хозяйство.

## Транспорт
Имеется автосообщение с центром сельсовета селом Дегтянка, а также районным центром и Тамбовом.